# Нейлан, Рэйчел
Рэйчел Нейлан (англ. Rachel Neylan, род. 9 марта 1982, Сидней) — австралийская профессиональная велогонщица.

## Карьера

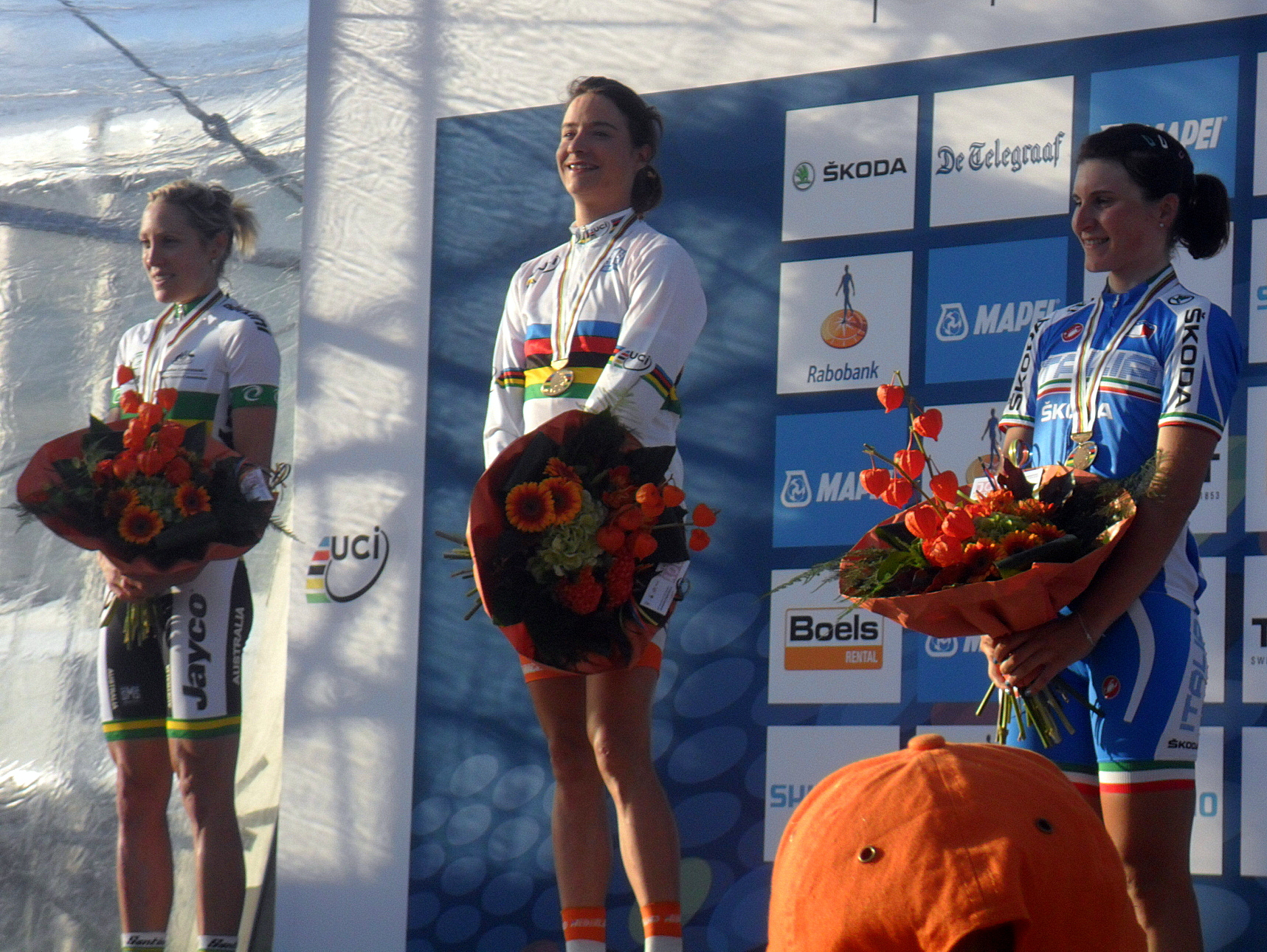
Подиум чемпионата мира 2012: 1. Марианна Вос, 2. Рэйчел Нейлан, 3. Элиза Лонго Боргини

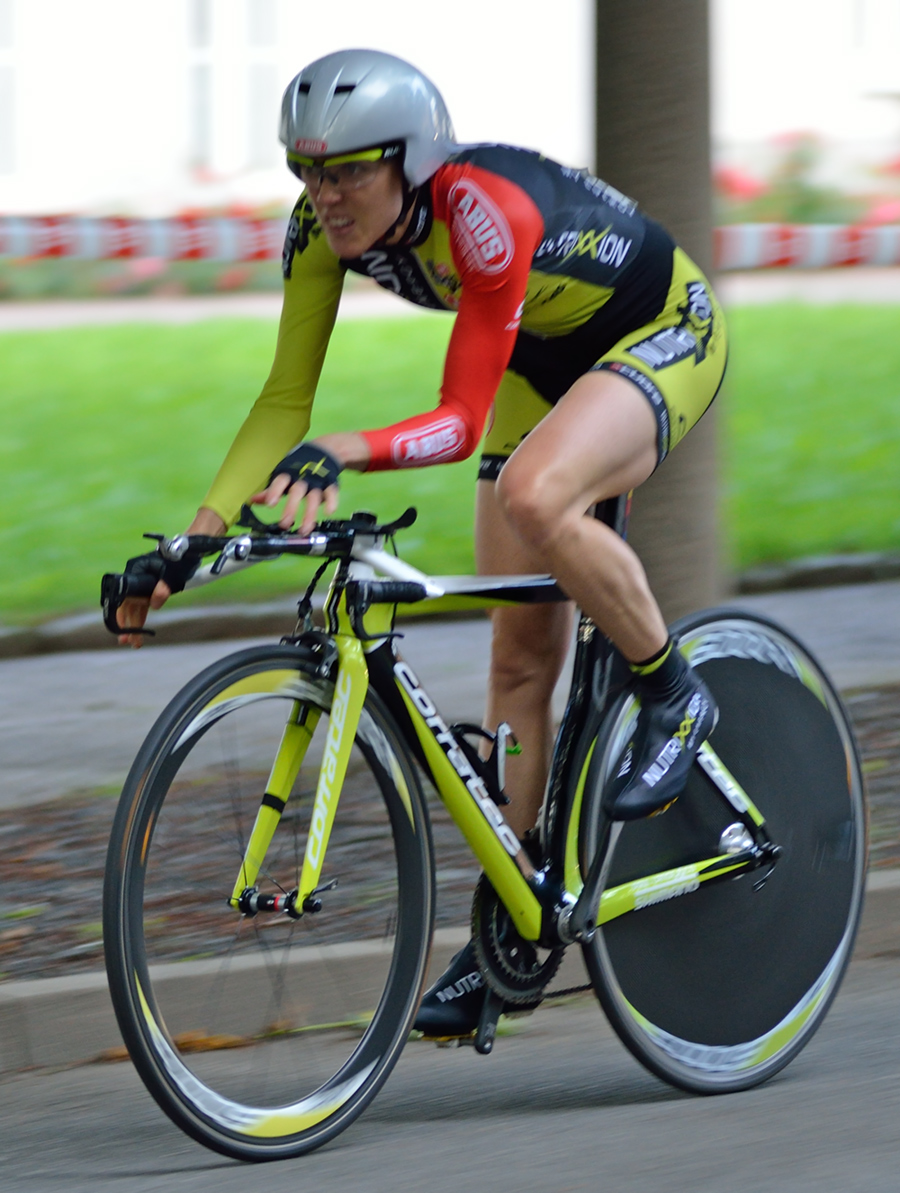
Тур Тюрингии 2012

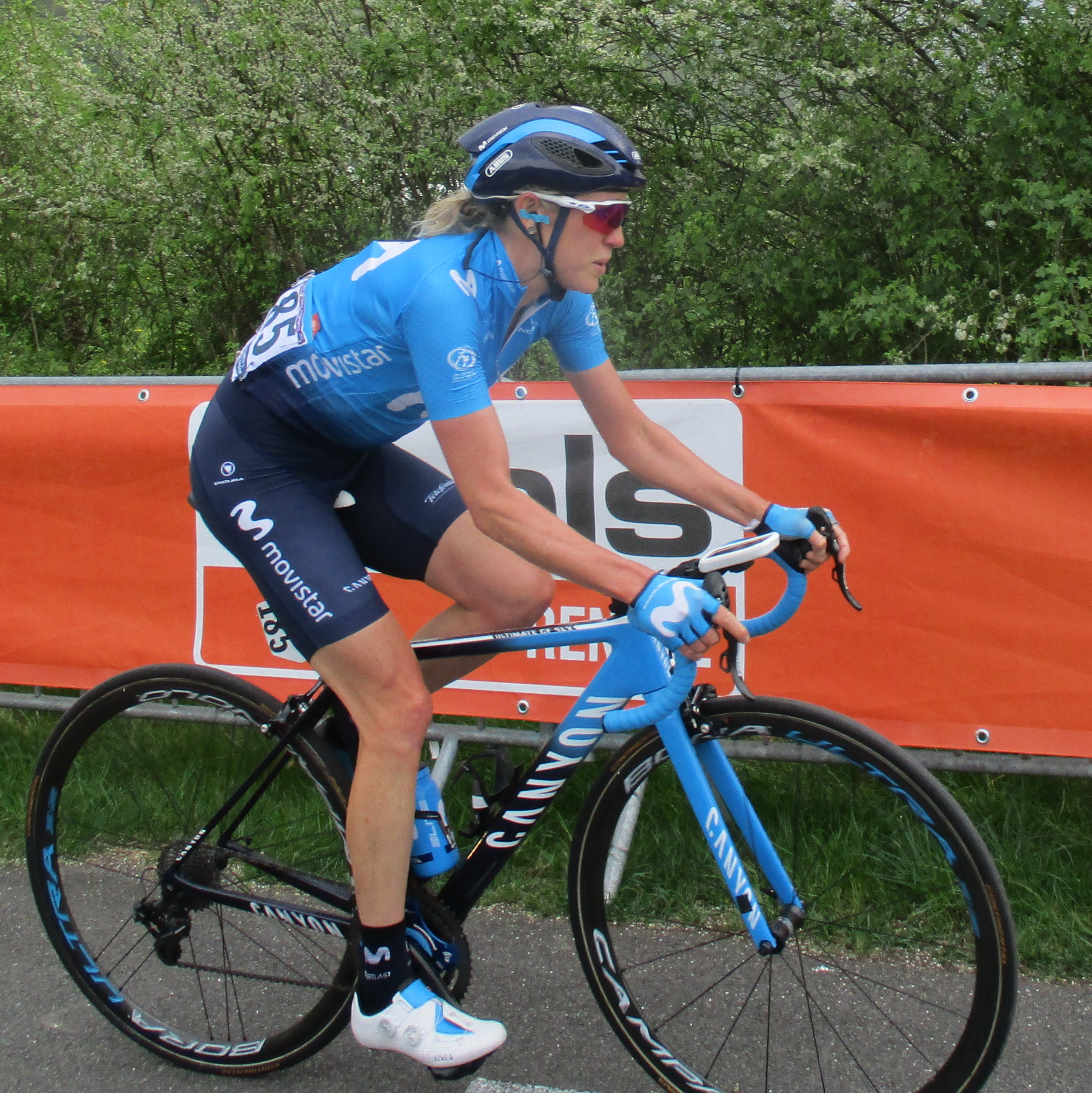
Льеж — Бастонь — Льеж Фамм 2018

Начиная с 8 лет Рэйчел Нейлан занималась лёгкой атлетикой. Получив степень по прикладной физиотерапии в Сиднейском университете в возрасте 21 года, она искала, где могла бы применить свои знания. С 2006 по 2007 годы она работала физиотерапевтом в австралийской команде по академической гребле, а в 25 лет записалась на программу развития Института спорта Южной Австралии, где благодаря хорошим результатам в 2007 году была отобрана для дальнейшей соревновательной подготовки.
В 2008 году Нейлан участвовала во внутренних австралийских гонках.
В сезоне 2009 года она выступала в США и Европе. Она заняла шестое место на чемпионате Австралии и Океании в индивидуальной гонке. После этого она подписала контракт с командой Team System Data на сезон 2010 года.
В 2010 году она заняла четвёртое место на чемпионате Австралии по шоссейному велоспорту, однако была вынуждена отказаться от участия в чемпионате мира после аварии на тренировке в Италии, в результате чего получила перелом челюсти. В июле 2010 года она заняла девятое место на Тур Лимузена. Нейлан подписала контракт с командой Diadora-Pasta Zara на сезон 2011 года.
Сезон 2011 года был отмечен двумя переломами бедра. Затем она перешла в Abus-Nutrixxion на сезон 2012 года.
На чемпионате мира по шоссейным велогонкам 2012 года в Валкенбюрг-ан-де-Гёл Рэйчел Нейлан заняла второе место в групповой гонке, уступив Марианне Вос. После этого она подписала контракт с Team Hitec Products на сезон 2013 года.
В течение сезона 2013 года она боролась с травмой колена, а в 2014 году после восстановления попала под машину, в результате чего повредила колено во второй раз.
Первую победу в гонке международного календаря Нейлан одержала в 2015 году на третьем этапе Трофи д’Ор, где она также выиграла общий зачёт. В начале 2015 года Нейлан заняла второе место в групповой гонке чемпионата Австралии. В январе 2015 года она выиграла гонку Кэдел Эванс Грейт Оушен Роуд Вумен. После этого она подписала контракт с Orica-AIS.
В 2016 году она выиграла Гран-при Морбиана и заняла 22-е место в групповой гонке на Олимпийских играх.
В сезоне 2019 года Нейлан выступала за команду Virtu Cycling, в составе которой она выиграла этап Грации Орловой и дважды попадала в топ-10 в Мировом туре. В конце 2019 года Virtu Cycling закрыла женскую команду, и Нейлан перешла в новую испанскую команду Cronos-Casa Dorada. Однако один из основных спонсоров команды прекратил финансирование, что не позволило Нейлан принять участие в гонках, необходимых для отбора на летние Олимпийские игры 2020 года.
В середине сезона 2021 года Нейлан перешла в Parkhotel Valkenburg. В августе 2021 года Нейлан заняла шестое место в общем зачёте Женского тура Норвегии.

## Достижения
2012
2-я на Чемпионате мира — групповая гонка
3-я на Чемпионате Австралии — групповая гонка
3-я на Чемпионате Океании — групповая гонка
2015
Кэдел Эванс Грейт Оушен Роуд Вумен
Трофи д’Ор:
генеральная классификация
2-й этап
2-я на Чемпионате Австралии — групповая гонка
4-я на Чемпионате Океании — групповая гонка
2016
Гран-при Морбиана
3-я на Чемпионате Австралии — групповая гонка
2017
2-я на Эрондегемсе Пейл
2019
2b этап Грация Орлова
3-я на Тур Даун Андер
6-я на Туре Норвегии
2021
2-я на Гран-при де Фурми
3-я на Джиро дель Эмилия
3-я на Тре Валли Варезине
2022
3-я на Périgord Ladies

## Статистика выступления наГранд-турах
| Гонка / Год          | 2010           | 2011           | 2012           | 2013           | 2014           | 2015           | 2016           | 2017           | 2018           | 2019           | 2020           | 2021           | 2022           | 2023           |
| -------------------- | -------------- | -------------- | -------------- | -------------- | -------------- | -------------- | -------------- | -------------- | -------------- | -------------- | -------------- | -------------- | -------------- | -------------- |
| Рут де Франс феминин | DNF            | —              | —              | —              | 15             | —              | —              | не проводилась | не проводилась | не проводилась | не проводилась | не проводилась | не проводилась | не проводилась |
| Джиро Роза           | —              | DNF            | —              | —              | —              | 32             | —              | —              | DNF            | 46             | 69             | —              | DNF            | —              |
| Тур де Франс Фамм    | не проводилась | не проводилась | не проводилась | не проводилась | не проводилась | не проводилась | не проводилась | не проводилась | не проводилась | не проводилась | не проводилась | не проводилась | 28             | 49             |

## Рейтинги
| Год                 | 2010  | 2011 | 2012 | 2013  | 2014  | 2015 | 2016  | 2017  | 2018  | 2019 | 2020  | 2021 | 2022  | 2023  |
| ------------------- | ----- | ---- | ---- | ----- | ----- | ---- | ----- | ----- | ----- | ---- | ----- | ---- | ----- | ----- |
| Мировой рейтинг UCI | 112-й | -    | 29-й | 404-й | 195-й | 82-й | 68-й  | 130-й | 279-й | 94-й | 228-й | 65-й | 167-й | 202-й |
| Мировой тур UCI     |       |      |      |       |       |      | 122-й | 142-й | 122-й | 77-й | -     | 65-й | 109-й | 106-й |
|                     |       |      |      |       |       |      |       |       |       |      |       |      |       |       |
| Источник: UCI       |       |      |      |       |       |      |       |       |       |      |       |      |       |       |